# Tammistu
Tammistu är en ort i Estland. Den ligger i Tartu kommun och landskapet Tartumaa, i den sydöstra delen av landet, 170 km sydost om huvudstaden Tallinn. Tammistu ligger 64 meter över havet och antalet invånare är 239.
Terrängen runt Tammistu är mycket platt. Runt Tammistu är det glesbefolkat, med 13 invånare per kvadratkilometer. Närmaste större samhälle är Dorpat, 14,0 km sydväst om Tammistu. Omgivningarna runt Tammistu är en mosaik av jordbruksmark och naturlig växtlighet.